# Miles Austin
Miles Austin, född 30 juni 1984 i Summit, New Jersey, USA, är en amerikansk fotboll-spelare. Han spelar wide receiver för Cleveland Browns i National Football League. Han spelade tidigare i Dallas Cowboys och universitetsfotboll för Monmouth University.